# رؤیا سادات
رویا سادات (زادهٔ ۱۹۸۱) تهیه‌کننده و کارگردان فیلم اهل افغانستان است. او به عنوان نخستین زن کارگردان در افغانستان در سال‌های بعد از حاکمیت طالبان شناخته می‌شود و اولین زنی است که فیلمش به عنوان نماینده سینمای افغانستان برای اسکار انتخاب شده‌است.

## زندگی و حرفه
رویا سادات در سال ۱۹۸۱ در هرات زاده و در کابل بزرگ شد. او از کودکی رویای فیلم‌سازی در سر داشت، اما نوجوانی و جوانی‌اش با سال‌های جنگ و تسلط طالبان مصادف شد که به دلیل در دسترس نبودن و ممنوعیت سینما، نتوانست علاقه‌مندی‌اش را در آن سال‌ها دنبال کند. سادات در سال ۲۰۰۳ «خانه فیلم رویا» را بنیان گذاشت و تا سال ۲۰۱۸ بیش از ۳۰ فیلم مستند، داستانی و برنامه تلویزیونی در این موسسه تولید کرده است.
«تار و زخمه» و «سه نقطه» از فیلم‌های مشهور رویا سادات است. او مجموعه‌های تلویزیونی «بهشت خاموش» و «رازهای این خانه» را نیز برای پخش از شبکه‌های داخلی افغانستان ساخته است.

## کارگردانی اپرای هزار خورشید تابان
رویا سادات در فوریه ۲۰۲۳، اپرای «هزار خورشید تابان» را با اقتباس از رمان یک‌هزار خورشیدرو اثر خالد حسینی در سیاتل آمریکا کارگردانی کرد. این اپرا به زبان انگلیسی، آهنگسازی شیلا سیلور و نقش‌آفرینی بازیگران اغلب آمریکایی، برای مخاطبان غربی ساخته و اجرا شد. به گفته سادات، قرار بود این اپرا که کار ساخت آن چند سال قبل آغاز شده بود، سبک انتزاعی و جلوه‌های ویژه مدرن داشته باشد، اما بعد از  چیرگی دوباره طالبان، تصمیم گرفت که برای نمایش بهتر زجر امروز زنان افغانستان، این تئاتر اپرایی را با ساختار رئالیسم بسازد.

## جوایز و افتخارات
فیلم «نامه‌ای به رئیس‌جمهور» ساخته وی به عنوان نماینده سینمای افغانستان در بخش بهترین فیلم خارجی نودمین دوره جوایز اسکار به آکادمی علوم و هنرهای سینمایی معرفی شد، اما نتوانست نامزد این بخش شود. در ۲ مارس ۲۰۱۸، دولت هلند جایزه ویژه‌ای که از آن به عنوان «جایزه جایگزین اسکار» نام برده‌اند به رویا سادات اهدا کرد.
در فهرست سال ۲۰۱۷ «متفکران جهانی» نشریه آمریکایی فارن پالیسی نام رویا سادات، هم قرار داده شده‌است. فارن پالیسی دلیل جا دادن نام سادات در این فهرست را «آوردن داستان زنان افغان روی پرده سینما» اعلام کرده‌است. فارن پالیسی نوشته‌است که خانم سادات امروز یکی از شناخته‌شده‌ترین کارگردان‌های افغان و یکی از روایت‌گران پیشتاز داستان زنان جامعه‌ای است که زنان در آن هنوز زیردست محسوب می‌شوند.
در اواخر مارس ۲۰۱۸، وی برنده جایزه بین‌المللی زنان شجاع شد و این جایزه را از ملانیا ترامپ، همسر رئیس‌جمهور آمریکا دریافت کرد.